# Elkalyce watermani
Elkalyce watermani är en fjärilsart som beskrevs av Nakahara 1925. Elkalyce watermani ingår i släktet Elkalyce och familjen juvelvingar. Inga underarter finns listade i Catalogue of Life.